# 하야사카 료타
하야사카 료타(일본어: 早坂 良太, 1985년 9월 19일 ~ )는 일본의 전 축구 선수이다.

## 구단 경력
그는 2010년부터 2020년까지 J리그의 사간 도스, 홋카이도 콘사돌레 삿포로에서 활동하였다.